# Sabine Di Filippo
Pour les articles homonymes, voir Di Filippo.
Sabine Di Filippo, née en 1967, est une joueuse française de water-polo.

## Carrière
Avec l'équipe de France féminine de water-polo, Sabine Di Filippo est médaillée de bronze aux Championnats d'Europe 1987.